# Litologia
O termo litologia pode se referir ao estudo especializado em rochas e suas camadas e que estuda os processos de litificação, ou às categorizações referentes a esses mesmos processos e aos tempos geológicos em que ocorreram.
Litologia está relacionada à rocha que irá formar o solo.
A rocha que se forma a partir solo (litologia) pode ser o material de origem do solo, porém em solos profundos, (solos de regiões tropicais) o material de origem é o regolito, que vem da alteração da rocha. Logo, as variações litológicas são as variações que as rochas sofrem no decorrer do tempo resultando em um tipo de solo.
O termo litologia refere-se ao tipo de rocha. Consiste na descrição de rochas em afloramento ou amostra de mão, com base em várias características tais como a cor, textura, estrutura, composição mineralógica ou granulometria.
Ou seja, formação litológica é o processo de formação da rocha em que esta passa por deformações resultantes do tipo de solo.